# Harold Mattingly
Pour les articles homonymes, voir Mattingly.
Ne doit pas être confondu avec Harold B. Mattingly, son fils.
Harold Mattingly (Sudbury (Suffolk), 24 décembre 1884 - Chesham, 26 janvier 1964) est un historien de l'art et un numismate britannique, spécialiste de l'histoire de la Rome antique et surtout de la monnaie romaine et étrusque.

## Biographie
Harold Mattingly a effectué ses études au Gonville and Caius College de l'Université de Cambridge.
En 1910 il a rejoint la direction du Department of Printed Books (Département des livres et tirages) du British Museum.
En 1909 et en 1914, manifestant son intérêt pour l'histoire romaine, il publia deux livres sur le sujet.
Pendant la Première Guerre mondiale, il a servi auprès du service de la censure postale (Postal Censorship Bureau). À la fin des hostilités il reprit son travail au British Museum et son attention se porta vers l'étude de la monnaie antique.
À partir de 1912, Harold Mattingly a été membre de la Royal Numismatic Society.
On lui doit l'étude des monnaies romaines et l'initiative de la rédaction du Roman Imperial Coinage, monumental catalogue chronologique des monnaies romaines. En 1932, il publie une révision totale de la chronologie du denier, dont il date la création de 187 av. J.-C., à contre-courant de la datation de 269 av. J.-C. basée sur la tradition écrite de Pline l'Ancien. La découverte en 1955 lors des fouilles de Morgantina en Sicile de denier et de quinaires presque neufs apporta la preuve archéologique de la création du denier vers 211 av. J.-C. et ruina la chronologie de Mattingly sur le monnayage républicain.

## Publications
- Coins of the Roman Empire in the British Museum, 6 tomes, British Museum, Londres, 1923.
- (Avec Edward Allen Sydenham), The Roman Imperial Coinage, 10 tomes, Spink, Londres, 1923-1994.
- Roman Coins from the Earliest to the Fall of the Western Empire, Methuen & Co., Londres, 1928.
- (Avec Edward Stanley Gotch Robinson), The Date of the Roman Denarius and Other Landmarks in Early Roman Coinage. H. Milford, Londres, 1933, 58 pages
- Some New Studies of the Roman Republican Coinage. Proceedings of the British Academy : p.  239-285, 1953.